# Idahokruisbek
De idahokruisbek (Loxia sinesciuris) is een zangvogel uit de familie van de vinkachtigen (Fringillidae). De soort is afgesplitst van de (gewone) kruisbek (L. curvirostra) op grond van DNA-onderzoek, dat in 2009 werd gepubliceerd.

## Verspreiding en leefgebied
De soort is endemisch in de Amerikaanse staat Idaho, waar deze voorkomt in de South Hills en Albion Mountains in Zuid- en Midden-Idaho. De vogel is in de dennenbossen van deze berggebieden geëvolueerd tot een aparte soort, die hier standvogel werd. De soort is aangepast aan het foerageren op de kegels van de eveneens endemische ondersoort van de draaiden, Pinus contorta subsp. latifolia.